# Ligny-le-Ribault
Ligny-le-Ribault ist eine französische Gemeinde mit 1.255 Einwohnern (Stand: 1. Januar 2022) im Département Loiret in der Region Centre-Val de Loire. Sie gehört zum Arrondissement Orléans und zum Kanton La Ferté-Saint-Aubin. Die Einwohner werden Lignois genannt.

## Geographie
Ligny-le-Ribault liegt etwa 26 Kilometer südsüdwestlich von Orléans. Die Gemeinde wird vom Fluss Cosson sowie seinen Zuflüssen Canne und Arignan durchquert. Umgeben wird Ligny-le-Ribault von den Nachbargemeinden Jouy-le-Potier im Norden, La Ferté-Saint-Aubin im Osten, Yvoy-le-Marron im Süden und Südosten, Villeny im Süden, La Ferté-Saint-Cyr im Westen, Saint-Laurent-Nouan im Westen und Nordwesten sowie Lailly-en-Val im Nordwesten.

## Bevölkerungsentwicklung
| Jahr                       | 1962 | 1968 | 1975 | 1982 | 1990 | 1999 | 2008 | 2018 |
| Einwohner                  | 1032 | 939  | 895  | 960  | 1033 | 1121 | 1298 | 1227 |
| Quellen: Cassini und INSEE |      |      |      |      |      |      |      |      |

## Sehenswürdigkeiten

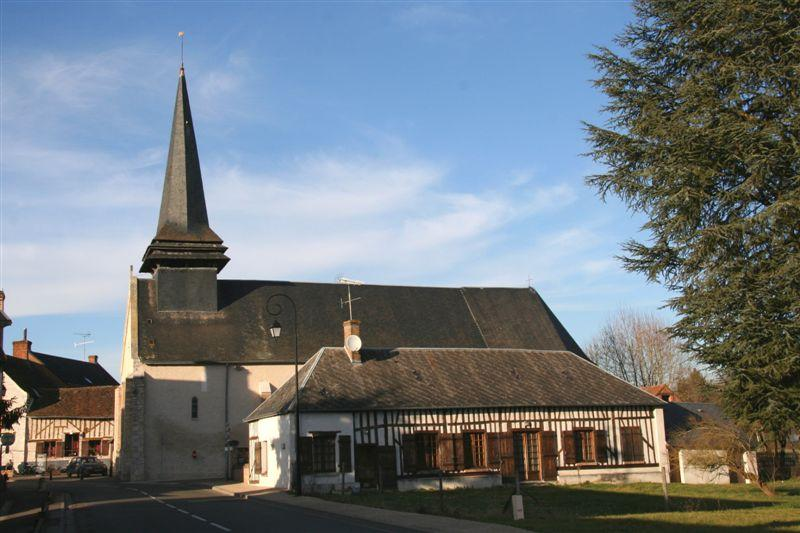
Kirche Saint-Martin
- Schloss La Cour
- Schloss Bon-Hôtel
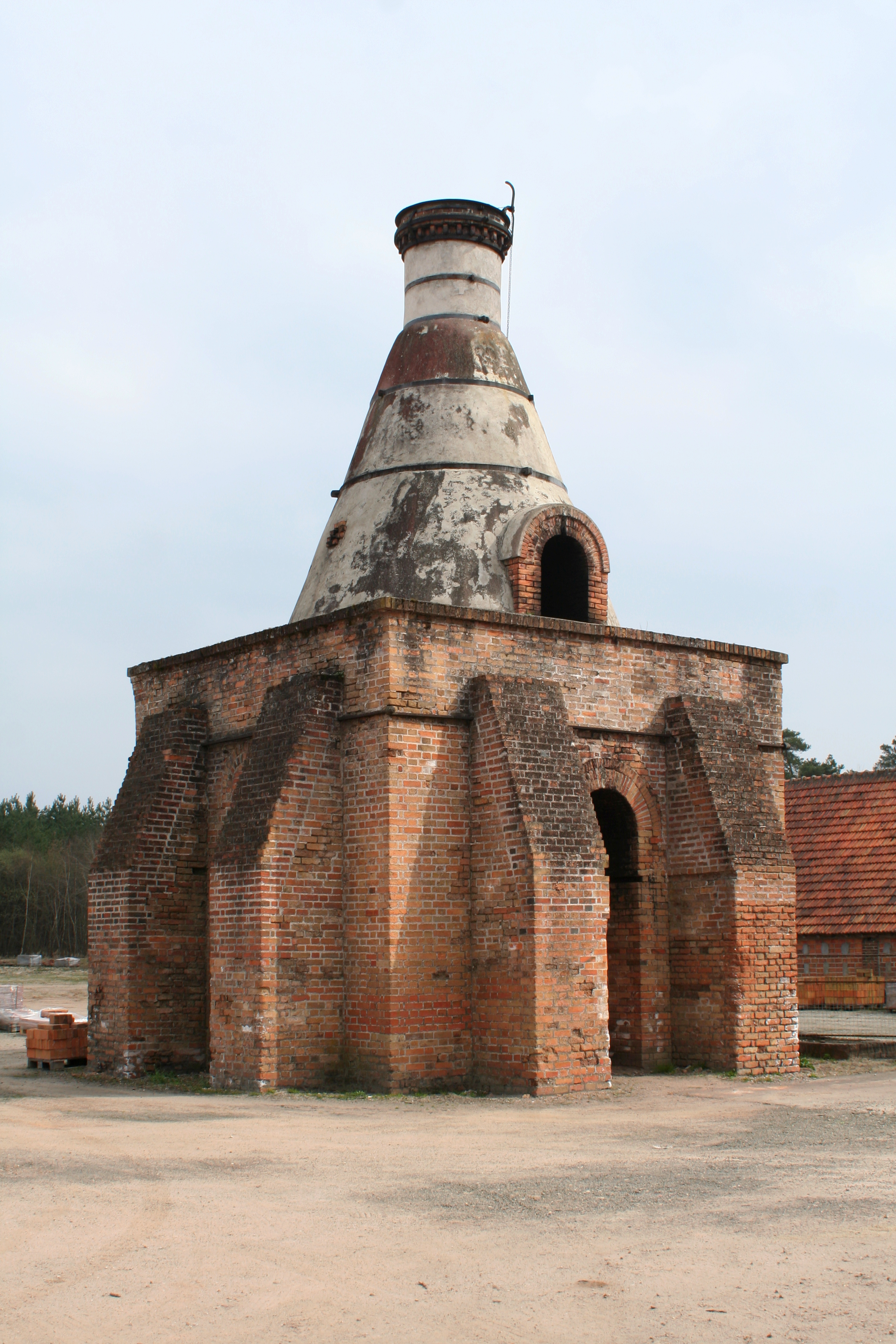
Ziegelei La Bretèche
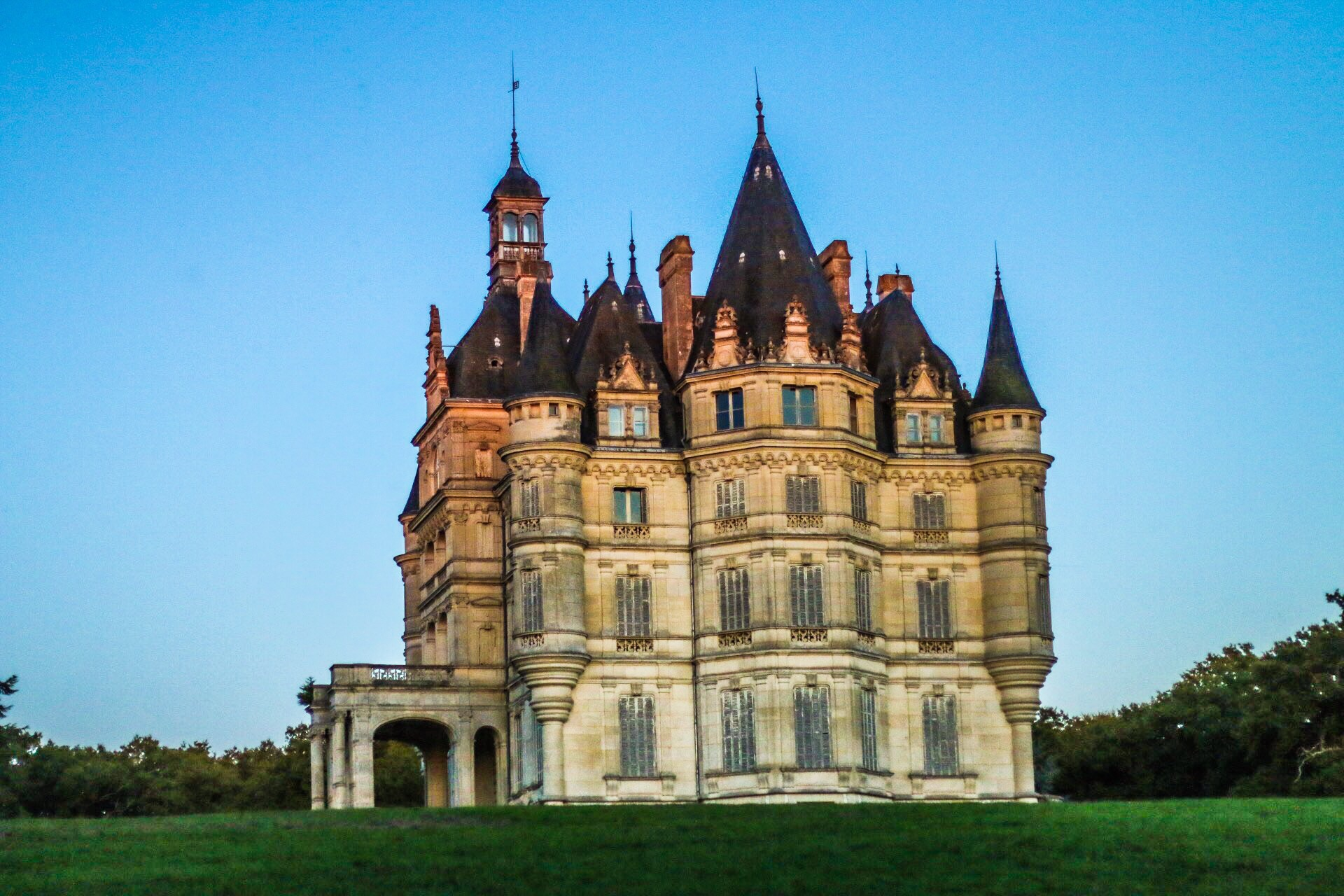
Schloss Bon-Hôtel

- Kirche Saint-Martin
- Ziegelofen La Bretèche
- Schloss Bon-Hôtel